# Strophiola renschi
Strophiola renschi är en insektsart som beskrevs av Andrej Vasiljevitj Gorochov 1996. Strophiola renschi ingår i släktet Strophiola och familjen syrsor. Inga underarter finns listade i Catalogue of Life.